# Set It Off (Thousand Foot Krutch)
Set It Off è il secondo album studio dei Thousand Foot Krutch, pubblicato nel 2001. È stato rimasterizzato nel 2004.

## Tracce

### Edizione del 2001
1. [Untitled] – 1:01
2. Puppet – 3:25
3. Supafly – 3:40
4. When In Doubt – 3:27
5. Rhime Animal – 4:27
6. Unbelievable – 3:03 – cover EMF
7. Up Comes Down – 3:22
8. Come Along – 3:23
9. Small Town – 6:54
10. Set It Off – 6:03
11. All The Way Live – 4:10
12. Lift It – 3:59

### Edizione del 2004
1. Everyone Like Me – 3:15
2. Intro – 1:00
3. Puppet – 3:29
4. Supafly – 3:41
5. When In Doubt – 3:27
6. Rhime Animal – 4:59
7. Unbelievable – 3:03 – cover EMF
8. Up Comes Down – 3:22
9. Come Along – 3:22
10. Small Town – 6:55
11. Set It Off – 6:02
12. All The Way Live – 4:12
13. Lift It – 3:57
14. Brother John – 5:50
15. Breather – 3:32
16. Sweet Unknown – 4:25
17. Moment Of The Day – 4:08
18. The Alternative Song – 4:25

## Formazione
- Trevor McNevan - voce
- Steve Augustine - batteria
- Joel Bruyere - basso